# まなかかな
まなか かな（まなか かな、1997年4月6日生）は、日本のAV女優。エクセリアプロモーション所属。

## 略歴・人物
2017年8月、DVDとVRでAVデビューした貧乳のロリ系AV女優。
同人AVサークル「としあき」への出演も多く、としあき専属女優の異名も持つ。
2019年3月、所属事務所をLEGITからエクセリアプロモーションに移籍したが、体調不良などから活動を一時休止。
2019年6月開催の「同人頒布会・ゆるケットVol.13」では公式売り子を務めた。
2018年に「超極上の脱糞解禁」でスカトロ作品をリリース。

## 出演作品

### アダルトDVD
2017年
- 「自分との戦い」 声を掛けるか迷う。 ドストライクな制服女子。（8月19日、ミニマム）
- 貧乳なのに昼夜問わず乳首が勃起。 汚されたい願望が人一倍強いメス顔変態娘。（10月13日、えむっ娘ラボ）

2018年
- 超極上の脱糞解禁（1月7日、オペラ）
- 激レア! つるぺた筋肉美少女 まなかかな 20歳パイパン マラソンで鍛えた細マッスルボディ!（2月13日、ケートライブ）
- 突然のクンニ命令。 年下女子から命令される見下し調教セックス。（2月13日、ダスッ!）
- ノーブラ貧乳女子の恥ずかしい敏感乳首（4月5日、グローリークエスト）
- #生中出し出張メイドリフレ Vol.003（4月6日、ONEZ）
- マン土手プニプニもっこりパンチラ（4月13日、アロマ企画）
- 誘惑的パンチラコレクション 5（4月25日、アロマ企画）
- スーパーマーケット店長の猥褻いたずら記録映像（4月27日、I.B.WORKS）
- 就職活動 女子大生生中出し面接 Vol.002（5月11日、S級素人）
- パンティの質感・匂いも味わえる! スカートの中 超接近&超接写挑発（5月13日、アロマ企画）
- ぼくは脚の虜 その脚を舐めさせて!その脚でイカせて!（5月25日、アロマ企画）
- からかい上手の教え子とエッチしよっ♥ Vol.001（7月6日、ONEZ）
- チュニック&ニーハイの似合う女の子のチラリズム（7月13日、アロマ企画）
- 制服待ち合わせデリヘル 素股中にヌルっと挿入 そのまま生中出し Vol.002（8月10日、BAZOOKA）
- 染み出るおしっこオナニー 5（8月20日、レイディックス）
- タンツボ少女（8月20日、レイディックス）
- 敏感貧乳美少女乳首いぢり 4時間 総勢37人（8月24日、I.B.WORKS）
- すらり脚のデニスカぱんちら（8月25日、アロマ企画）
- ラブリーシスター まなかかな ラブラブ中出し近親相姦♡ ショートヘアが可愛い微乳パイパン妹♡（9月11日、ケートライブ）
- タイトスカート×フレアスカート（10月13日、アロマ企画）
- この娘、メガネっ娘なのに…脱いだらすっごい筋肉でした!!（10月23日、ケートライブ）
- パンチラでオナニーしたい草食男子のための リクエストdeパンチラ（10月25日、アロマ企画）
- ローアングルでベストアングル連発!! じっくり仰ぎ見るパンチラ（11月13日、アロマ企画）
- 【コスプレ】【生中出し】 4 小柄S級パイパン美少女登場☆超恥ずかしがり屋の彼女にオマ○コくっぱぁ〜 次いでに指ズボオナニーさせちゃいました!! A○B風コスチューム&ニーソがたまりません! 「生で挿れちゃうよ?」と言って一滴残らず精子を注入w!!（11月13日、FUTURE）
- 私を貴方だけのズリネタにして下さい… ヤンデレ変態女のドマゾ欲求（11月19日、ドグマ）
- 全員パンスト&パンティ履いたままお漏らし 6人のお濡らし美女（11月20日、レイディックス）
- おなら少女 こんなにおならが止まらないのって変かな?お兄ちゃん!（11月20日、レイディックス）
- 素人初脱ぎ オマ○コくっぱぁで破廉恥ストリップダンス! 恥ずかしそうに踊りながら脱ぐ素人女子に超コーフン!! 3（11月27日、未来・フューチャー）
- 可愛い洋服だから脱ぎません♥ 着衣のままパンティずらしてチ○ポを挿入! ガーリー女子編（12月13日、アロマ企画）
- 微乳は嬲られるためにあると知った女子（12月14日、REAL）
- 民泊に来た黒人にいたずらされて小さすぎる口とマ○コに手首ほどのチ○コを挿入されわけもわからずCreampic(中出し)されたひよこ女子たち（4月11日、ひよこ）

2019年
- クリトリスの形までクッキリわかる! イキまくりパンツ越しオナニー 3（2月13日、アロマ企画）
- まなかかな プレミアムベスト 4時間（2月26日、ケートライブ）※ベスト版
- 時間を止められる男は実在した! ―会社でムカつく女、全員犯す!高圧的な女役員/クソマジメな新卒/男受けのいいOLを中出しハメ倒し!編―（5月9日、SODクリエイト）
- パンチラは綿パンに限る! 異論は認めない!（8月25日、アロマ企画）
- 個室J●リフレ盗撮 3（9月13日、MAGIC）
- 同じマンションに住む小さい女の子に媚薬を塗り込んだチ○ポで即イラマ。結果、ねば〜っと糸引くえずき汁まみれのイキ顔で淫乱化。 6（11月7日、ナチュラルハイ）
- 神パンスト（11月7日、親父の個撮）
- 痴漢泣き寝入り娘 2 拒絶しながらも半べそ顔でイってしまった黒髪女子○生（11月21日、ナチュラルハイ）
- ひらひら制服プリーツスカートの白綿パンチラ（11月25日、アロマ企画）
- ナチュラルハイ20周年記念作品 こんな野外で?!こんな場所で?!顔射後も止めない突然の笑顔しゃぶりで連続2回おねだり女子○生 20人スペシャル全40発射!（12月12日、ナチュラルハイ）
- 思わず勃起してしまうもろパン美少女（12月12日、フェチ眼）
- 進化を遂げた僕はパンチラ防止スパッツでも興奮するし普通に射精できる（12月13日、アロマ企画）
- おま○こ連呼、見せつけ淫語オナニー!!（12月13日、アロマ企画）
- 文学女子の小悪魔挑発（12月13日、アロマ企画）

### アダルトVR
2017年
- VR まなかの事が好きになる! デビューでいきなりVR!（8月1日、ミニマム）
- コスプレメイドかなちゃんとイチャイチャラブ中出しSEX（11月30日、KMPVR）
- 妹に中出ししたら利息タダ!（12月18日、KMPVR）

2018年
- The バス痴漢! 女子校生編（3月1日、KMPVR）
- Aカップ敏感乳首を激責め! 更にオモチャやローションで弄りまくりパイパンマ●コもとろけちゃうショートカットスレンダー美少女と絶頂対面セックス（5月12日、ブイワンVR）
- BESTサイズ 敏感乳首の寸止めセックス 手コキとフェラで射精を寸止め 何度もキスをしながら騎乗位と背面騎乗位での激しいピストン「はぁはぁ…イキたい?かなとイこ」（9月29日、TEPPAN）

2019年
- 妹 仕込んだ媚薬で発情覚醒! 敏感になった身体 トロけた表情で性欲全開! 濡れ濡れのマ●コでチ●ポを呑み込む超積極的な快感中出しSEX（4月30日、ブイワンVR）

## 雑誌
- おむつ倶楽部 34号（三和出版） - 付属DVDに出演
- マニア倶楽部 2019年11月号（三和出版） - 表紙、巻頭グラビア